# Pierre Bernard Lazare Verlot
Pierre Bernard Lazare Verlot ( * 1836 - 1897 ) fue un botánico, horticultor francés, que investigó y escribió abundantemente sobre flora alpina.

## Algunas publicaciones

### Libros
- 1865. Sur la production et la fixation des variétés dans les plantes d'ornement. Ed. J.-B. Baillière et Fils, 102 pp.
- 1865. Le guide du botaniste herborisant: conseils sur la récolte des plantes, la préparation des herbiers l'exploration des stations de plantes phanérogames et cryptogames et les herborisations aux environs de Paris, etc (La guía del botánico herborista: asesoramiento sobre la recolección de plantas, la preparación de las estaciones de exploración de herbario de plantas con flores y criptógamas y excursiones botánicas cerca de París, etc.) Ed. J. B. Baillière et fils. 595 pp. leer
- 1873. Les plantes alpines: choix des plus belles espèces, description, stations, excursions, culture, emploi (Las plantas alpinas: selección de las más bellas especies, descripción, estaciones, excursiones, cultivo, empleo). Ed. Rothschild. 320 pp.
- 1875. Liste des plantes du Chili: rares ou encore introduites qu'il serait utile au point de vue industriel, économique ou ornemental, de cultiver dans le midi de la France (région de l'Oranger). 31 pp.
- 1879. Le Guide du Botaniste Herborisant, &c. 2ª ed. 740 pp.
- 1886. Le guide du botaniste herborisant: conseils sur la récolte des plantes, la préparation des herbiers .... Ed. J. B. Baillière et fils, 776 pp.
- 1897. Culture pratique des pelargonium. Bibliothèque de l'horticulteur praticien. Ed. A. Goin. 95 pp.

## Honores
- Miembro electo de la "Société Versaillaise des Sciences Naturelles".[1]
- Miembro electo de la Société Botanique de France

- La abreviatura «B.Verl.» se emplea para indicar a Pierre Bernard Lazare Verlot como autoridad en la descripción y clasificación científica de los vegetales.[2]

### Epónimos
- (Asclepiadaceae) Verlotia E.Fourn.[3]